# John Wark
John Wark (* 4. August 1957 in Glasgow, Schottland) ist ein ehemaliger schottischer Fußballspieler. Der offensive Mittelfeldspieler wurde vor allem bekannt als Teil einer jungen Mannschaft von Ipswich Town, die ab der zweiten Hälfte der 1970er und zu Beginn der 1980er Jahre große Erfolge feiern konnte.

## Sportlicher Werdegang
Wark durchlief zunächst die Jugendabteilung von Ipswich Town und kam im Jahre 1975 zu seinem Einstand in der ersten Mannschaft. Im Jahre 1978 gewann das von Bobby Robson betreute junge Team überraschend den FA Cup und schlug dabei im Finale im Wembley-Stadion den favorisierten FC Arsenal mit 1:0, wobei Wark in der zweiten Spielhälfte zweimal den Pfosten traf. Im folgenden Jahr 1979 kam er gegen Wales zu seinem ersten Länderspiel für die schottische Nationalmannschaft und kam im weiteren Verlauf bis 1984 auf insgesamt 29 Einsätze, bei denen er sieben Tore schoss.
In der englischen Meisterschaft erfuhr Wark mit Ipswich Town einen weiteren Leistungsschub und konnte nach einem dritten Platz im Jahre 1980 in den beiden anschließenden Spielzeiten jeweils die Vizemeisterschaft erringen, wobei man sich dabei Aston Villa bzw. dem FC Liverpool nur mit jeweils vier Punkten Abstand geschlagen geben musste. Im europäischen Fußball gewann Ipswich 1981 den UEFA-Pokal und besiegte im Finale den niederländischen Vertreter AZ 67 Alkmaar nach Hin- und Rückspiel mit insgesamt 5:4 Toren. Wark hatte dabei im Verlauf des Wettbewerbs 14 Tore geschossen – darunter eines im Endspiel – und wurde zum Ende der Saison von seinen Spielerkollegen zu Englands Fußballer des Jahres gekürt. Im selben Jahr wirkte er zudem noch in dem Fußballfilm „Victory“ von John Huston (in der deutschsprachigen Titelfassung auch als Flucht oder Sieg bekannt) mit und mimte dabei den Schotten Arthur Hayes.
Wark spielte zunächst noch weiter für Ipswich, obwohl Robson im Jahre 1982 das Amt des englischen Nationaltrainers übernommen hatte und die Mannschaft in der indirekten Folge daraus langsam auseinanderfiel. Im selben Jahr von Robsons Amtsübernahme spielte Wark für Schottland bei der Fußball-WM in Spanien und erzielte dort zwei Treffer. Im März 1984 verließ er Ipswich schließlich doch und schloss sich für eine Ablöse von 450.000 britischen Pfund dem FC Liverpool an, um dort Graeme Souness zu ersetzen, der im Sommer desselben Jahres nach Italien zu wechseln beabsichtigte.
In Liverpool fügte er sich auf Anhieb gut ein und kam in der Schlussphase seiner ersten Spielzeit zu genügend vielen Einsätzen, um sich die Medaille für die englische Meisterschaft in der Saison 1983/84 zu sichern. Auch bei seinem zweiten Verein trat er nun als torgefährlicher offensiver Mittelfeldspieler in Erscheinung, bis er sich früh im Jahre 1986 ein Bein brach. Obwohl er dadurch die entscheidende Phase zum Gewinn des (bis dato in der Vereinsgeschichte einzigen) Doubles aus englischer Meisterschaft und FA Cup verpasste, hatte er sich erneut eine Meistertitelmedaille erarbeitet.
Nach langer Regenerationszeit kämpfte er sich kurzzeitig in die Mannschaft zurück und wurde zudem 1987 bei der Endspielniederlage im Ligapokal gegen Arsenal zu einem späten Zeitpunkt eingewechselt. Im anschließenden Jahr transferierte ihn Trainer Kenny Dalglish dann für 100.000 Pfund zurück nach Ipswich. Trotz seiner schwerwiegenden Verletzung hatte es Wark während seiner Liverpooler Zeit auf 42 Tore in 108 Spielen gebracht.
Wark verbrachte zwei gute Jahre für seinen alten Verein, der sich mittlerweile in der zweitklassigen Second Division aufhielt. Vor allem durch seine Erfahrung und seine Ausdauerfähigkeit war eine zentrale Stütze der Mannschaft, verpasste lediglich zwei Spiele in zwei Jahren und schoss dabei weitere 20 Tore. Umso überraschender war es dann, dass er im Jahre 1990 zum Zweitligakonkurrenten FC Middlesbrough wechselte. Dort verblieb er jedoch nur für ein Jahr und kehrte im August 1991 erneut nach Ipswich zurück.
Bis zu seinem Karriereende im Jahre 1997 – kurz vor seinem 40. Geburtstag – blieb Wark dann noch bei Ipswich Town und agierte dabei im Zeitraum zwischen 1992 und 1995 drei Jahre in der neu geschaffenen Premier League. Im Herbst seiner fußballerischen Laufbahn zog er sich in die defensivere Position eines Innenverteidigers zurück und konnte aufgrund der geringeren Ausdauerbeanspruchung seine Spielerkarriere verlängern. Mit 531 Meisterschaftsspielen für Ipswich (und 771 Profispielen insgesamt) wurde er damit zu einer der respektabelsten Persönlichkeiten im englischen Fußball. Im Jahr 2016 wurde Wark in die Scottish Football Hall of Fame aufgenommen.

## Erfolge
- UEFA-Pokal-Gewinner: 1981
- Englischer Meister: 1984, 1986
- FA-Cup-Sieger: 1978